# Pierre de Gobertange
La pierre de Gobertange est un type de pierre à bâtir utilisé depuis le Moyen Âge dans la construction de nombreux bâtiments en Belgique.

## Exploitation
Cette pierre blanche calcaire est extraite à Gobertange, un hameau de Mélin, section de la ville belge de Jodoigne en province du Brabant wallon,.
L'exploitation de la pierre de Gobertange remonte à l'époque romane et s'est quasiment arrêtée au XIXe siècle,. Les carrières du village, qui étaient encore très actives au XIXe siècle, sont presque épuisées : il n'en reste plus qu'une seule en activité,.
L'exploitation se faisait au moyen de puits creusés à une profondeur de 8 à 15 mètres et aboutissant à de petites galeries souterraines : on perçait de 8 à 10 puits par hectare.
Depuis 2023, un centre d'interprétation de la pierre de Gobertange existe à Jodoigne.

## Coloration
La pierre de Gobertange est un calcaire gréseux de couleur beige clair : sous l'action des rayons du soleil, elle apparaît presque blanche.

## Constructions
Extrêmement résistante, la pierre de Gobertange est utilisée depuis le Moyen Âge pour la construction des habitations et des fermes de la région d'extraction, mais également pour la construction et la restauration de nombreux édifices en Belgique.

### À Bruxelles
- Cathédrale Saints-Michel-et-Gudule de Bruxelles[2],[5]
- Hôtel de ville de Bruxelles[2],[5]
- Église Notre-Dame de la Chapelle à Bruxelles : restauration de façades au XIXe siècle[7]
- Maison du Petit Renard et du Chêne, Grand-Place de Bruxelles : restauration en 1884-1886[8]
- Maison de la Balance, Grand-Place de Bruxelles : restauration en 1890[9]
- Maison du Cornet, Grand-Place de Bruxelles : restauration en 1899-1902[10]
- Maison de l'Arbre d'Or, Grand-Place de Bruxelles : restauration en 1901[11]
- Maison du Cygne, Grand-Place de Bruxelles : restauration en 1903-1904[12]
- Maison du Roi de Bavière, Grand-Place de Bruxelles : restauration en 1906-1907[13]
- Maison du Pigeon, Grand-Place de Bruxelles : restauration en 1906-1908[14]
- Maison de l'Âne, Grand-Place de Bruxelles : restauration en 1916-1917[15]
- Maison du Heaume, Grand-Place de Bruxelles : restauration en 1920[16]

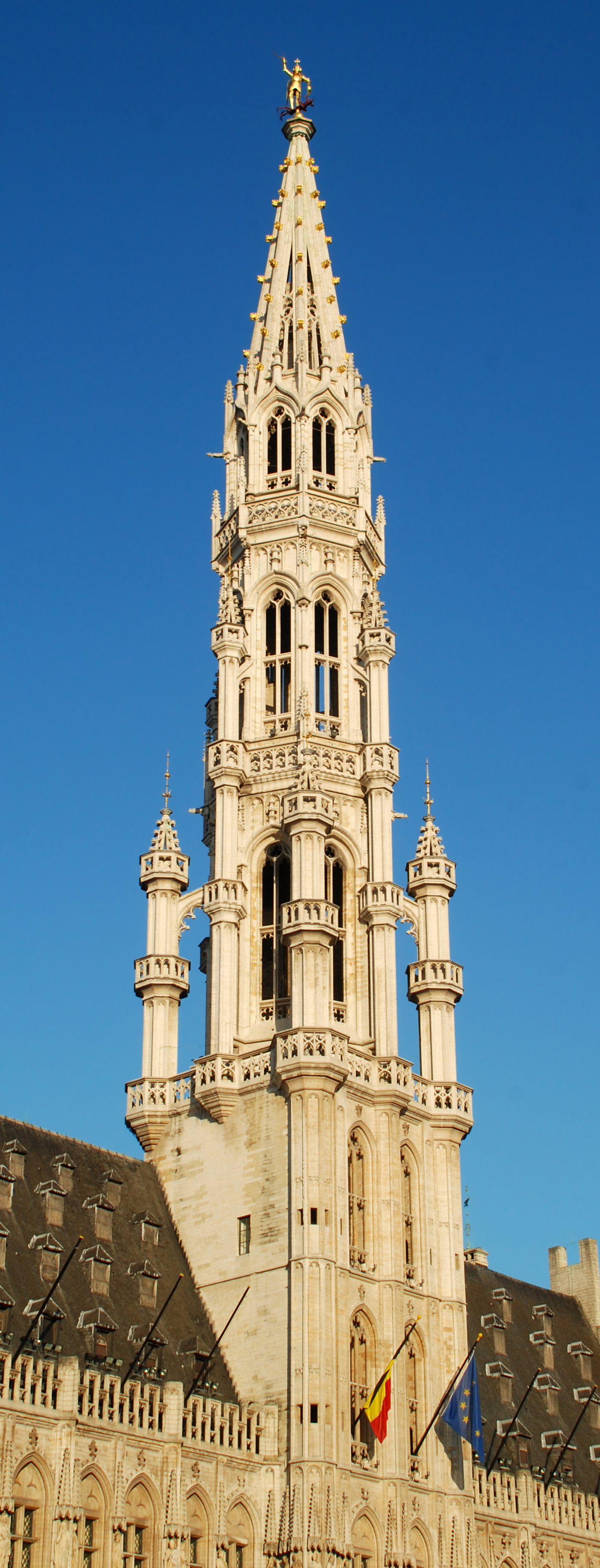
Hôtel de ville de Bruxelles.
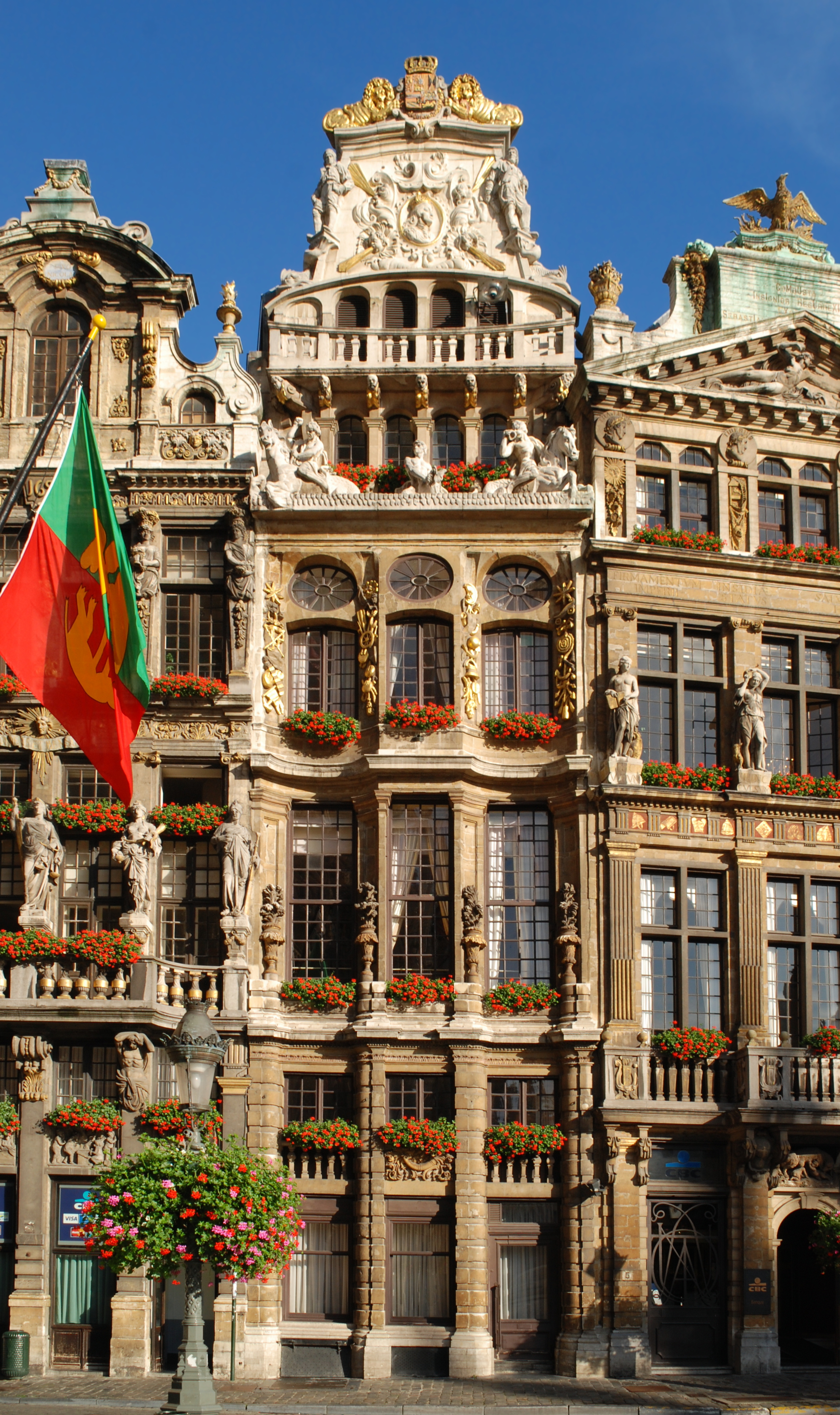
Maison du Cornet.
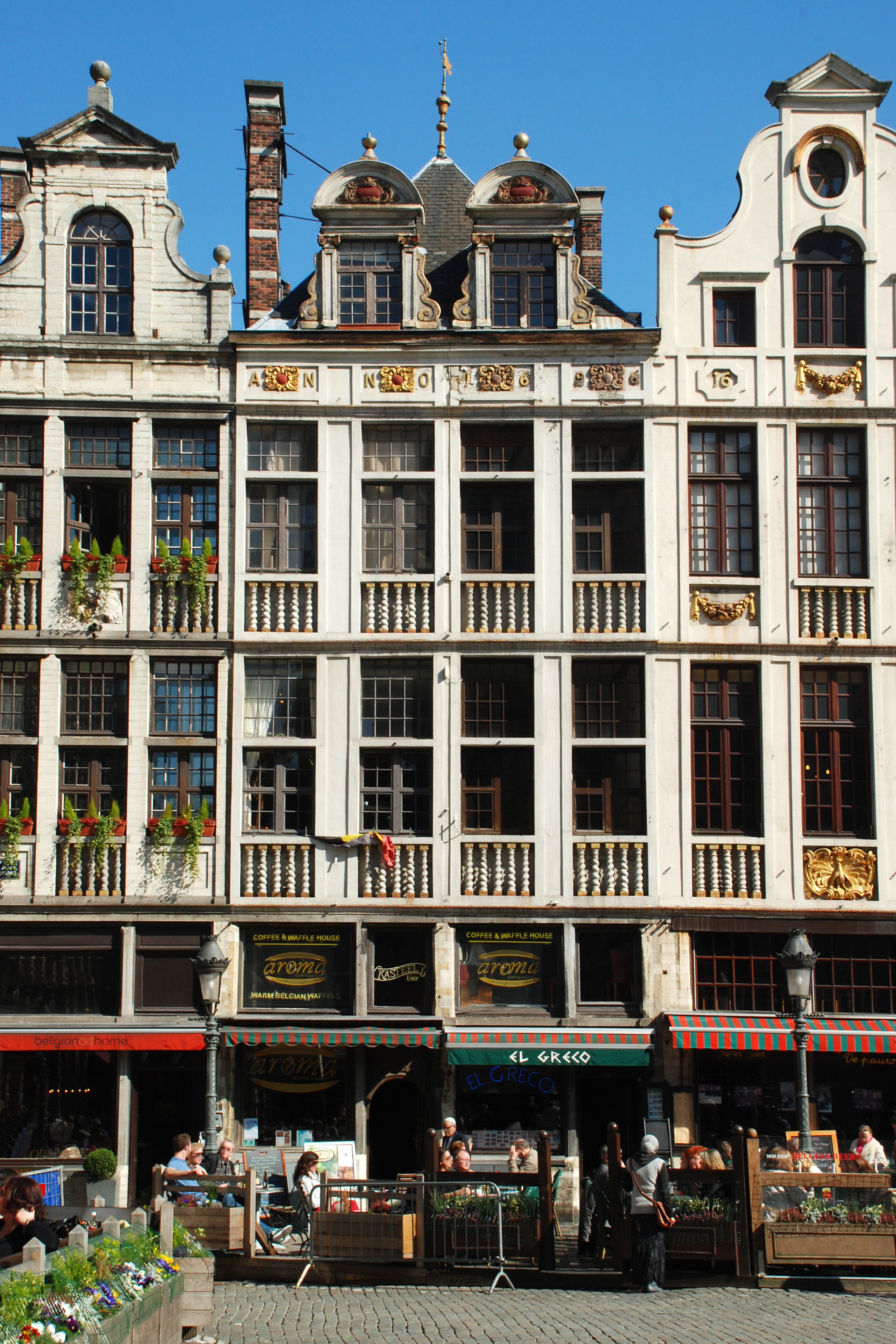
Maison du Petit Renard et du Chêne.
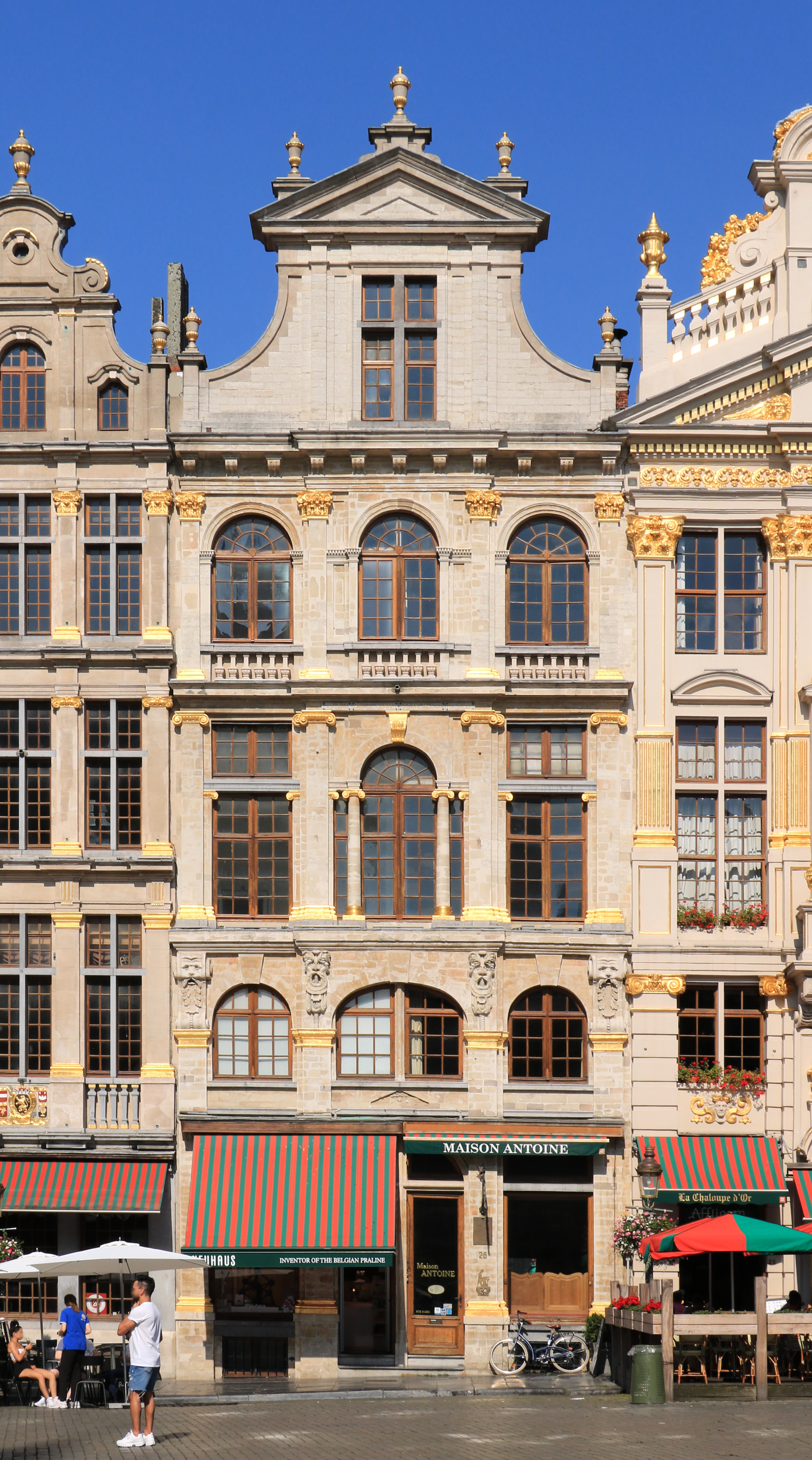
Maison du Pigeon.
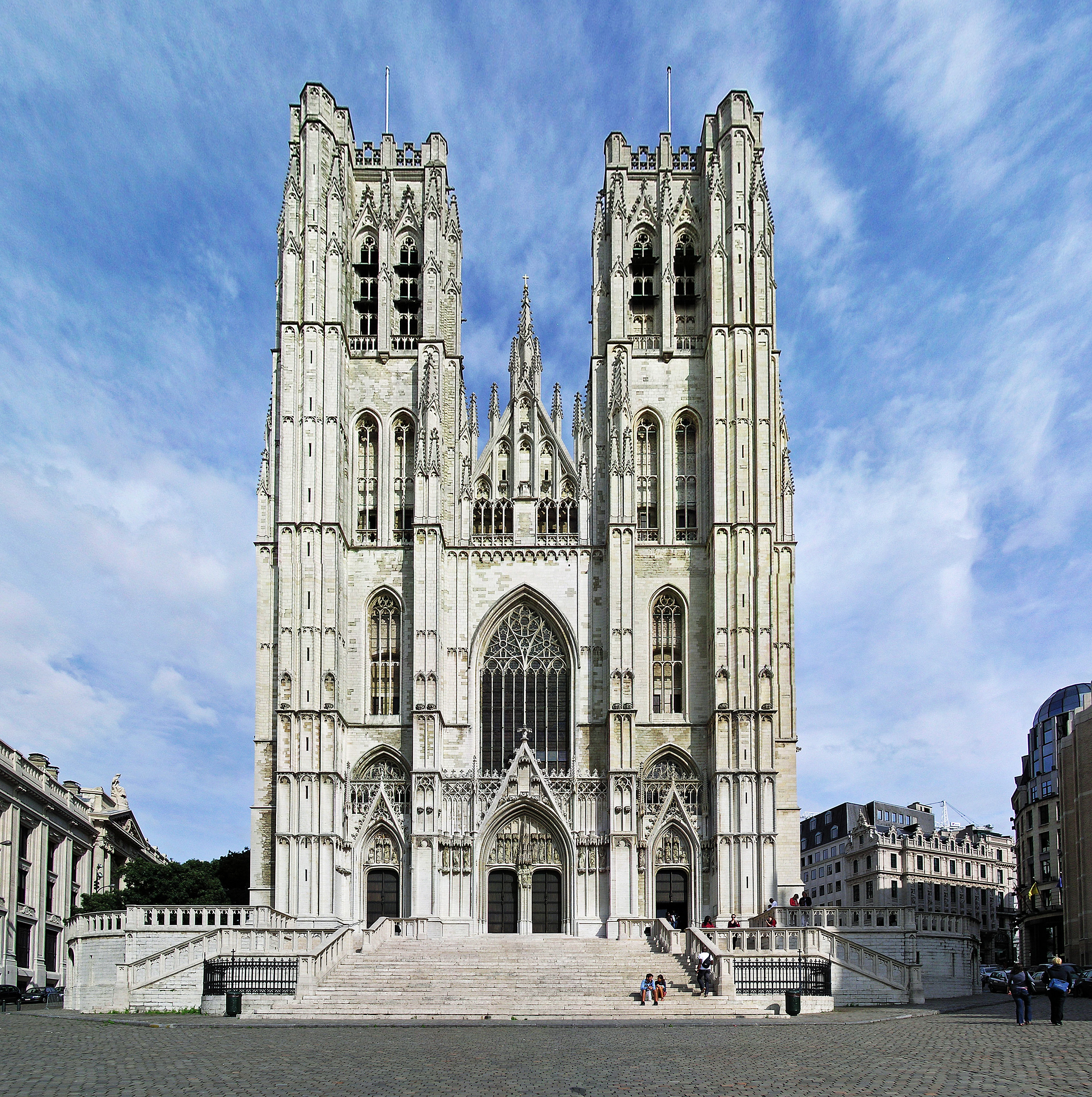
Cathédrale Saints-Michel-et-Gudule de Bruxelles.
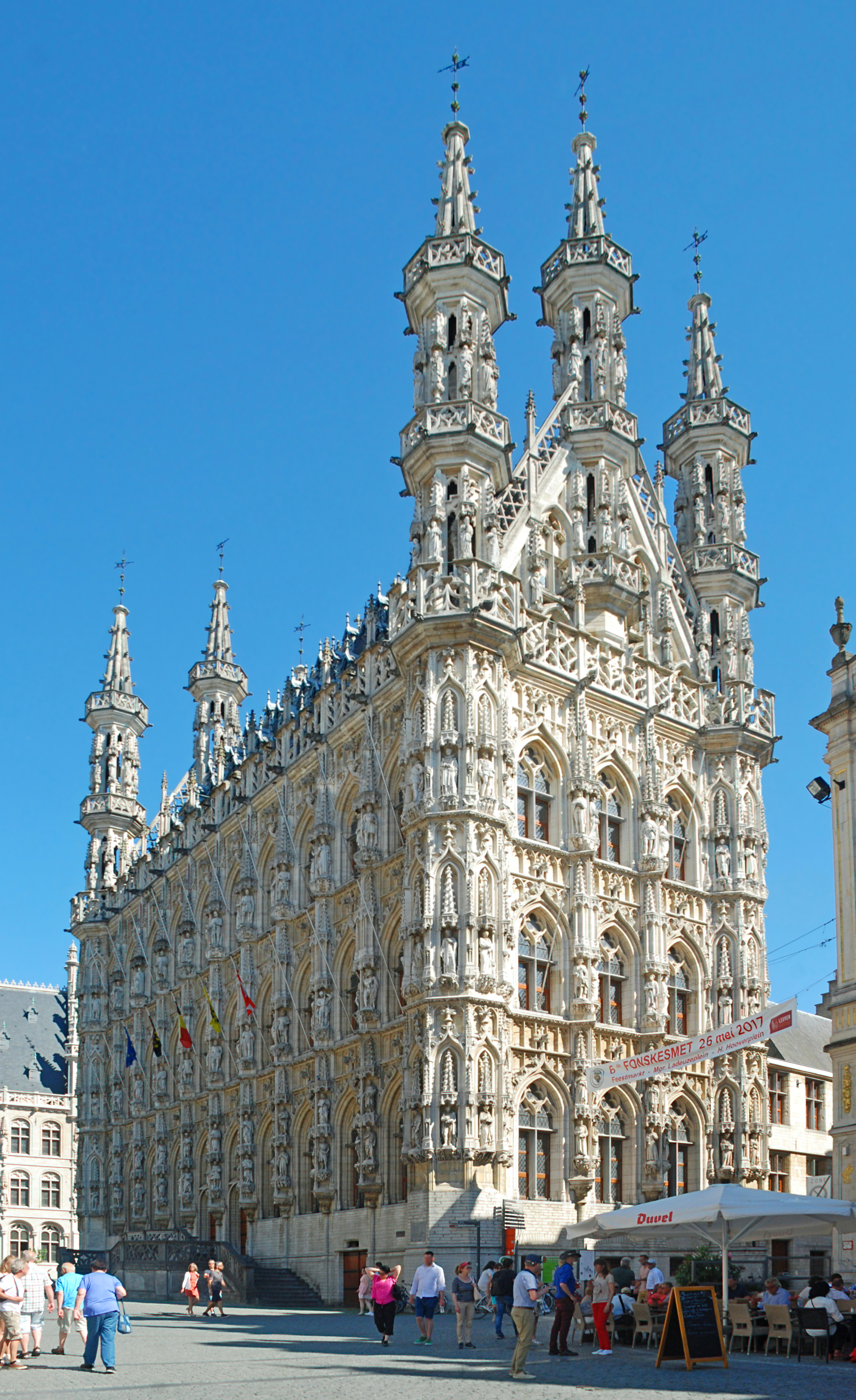
Hôtel de ville de Louvain.
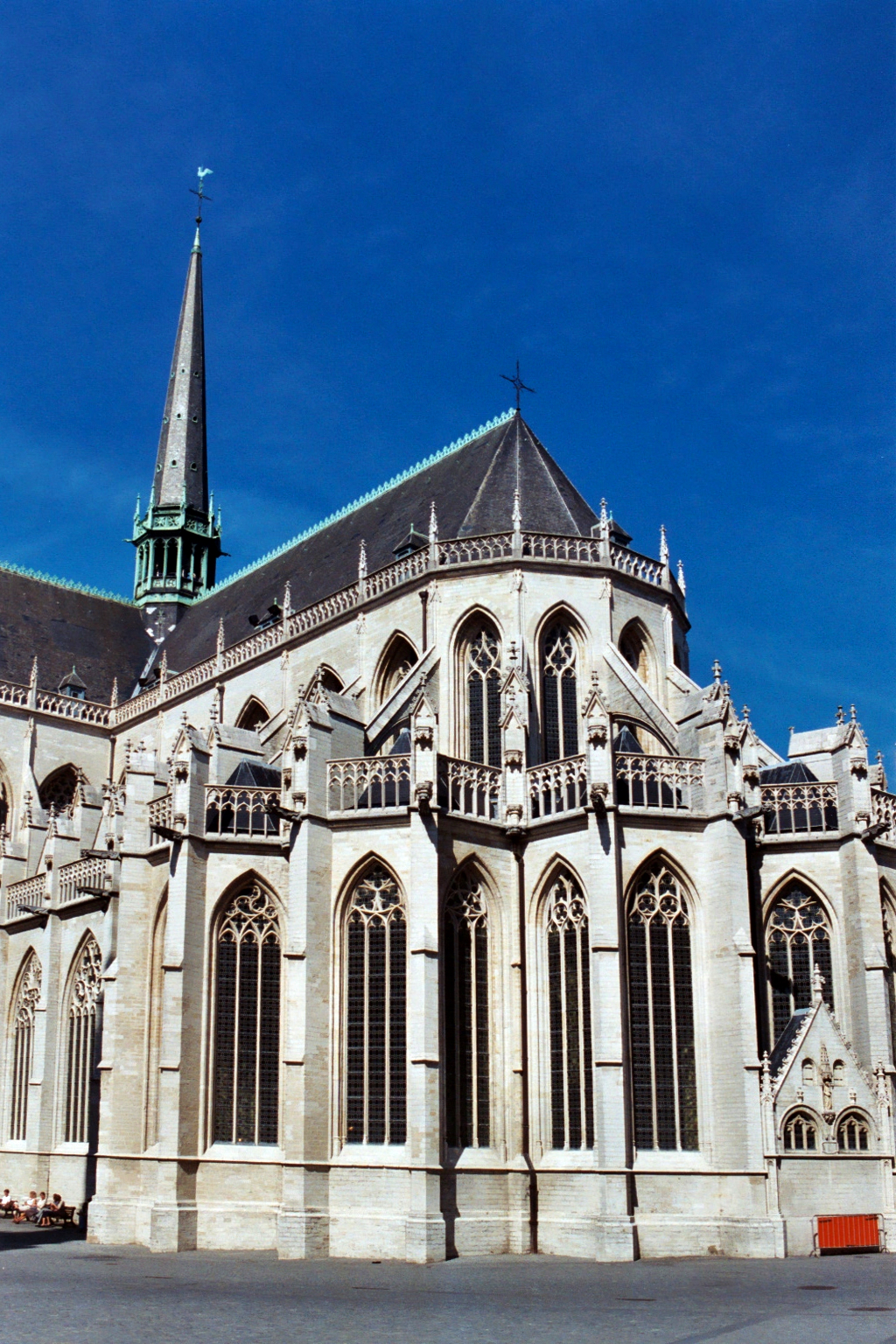
Collégiale Saint-Pierre de Louvain.
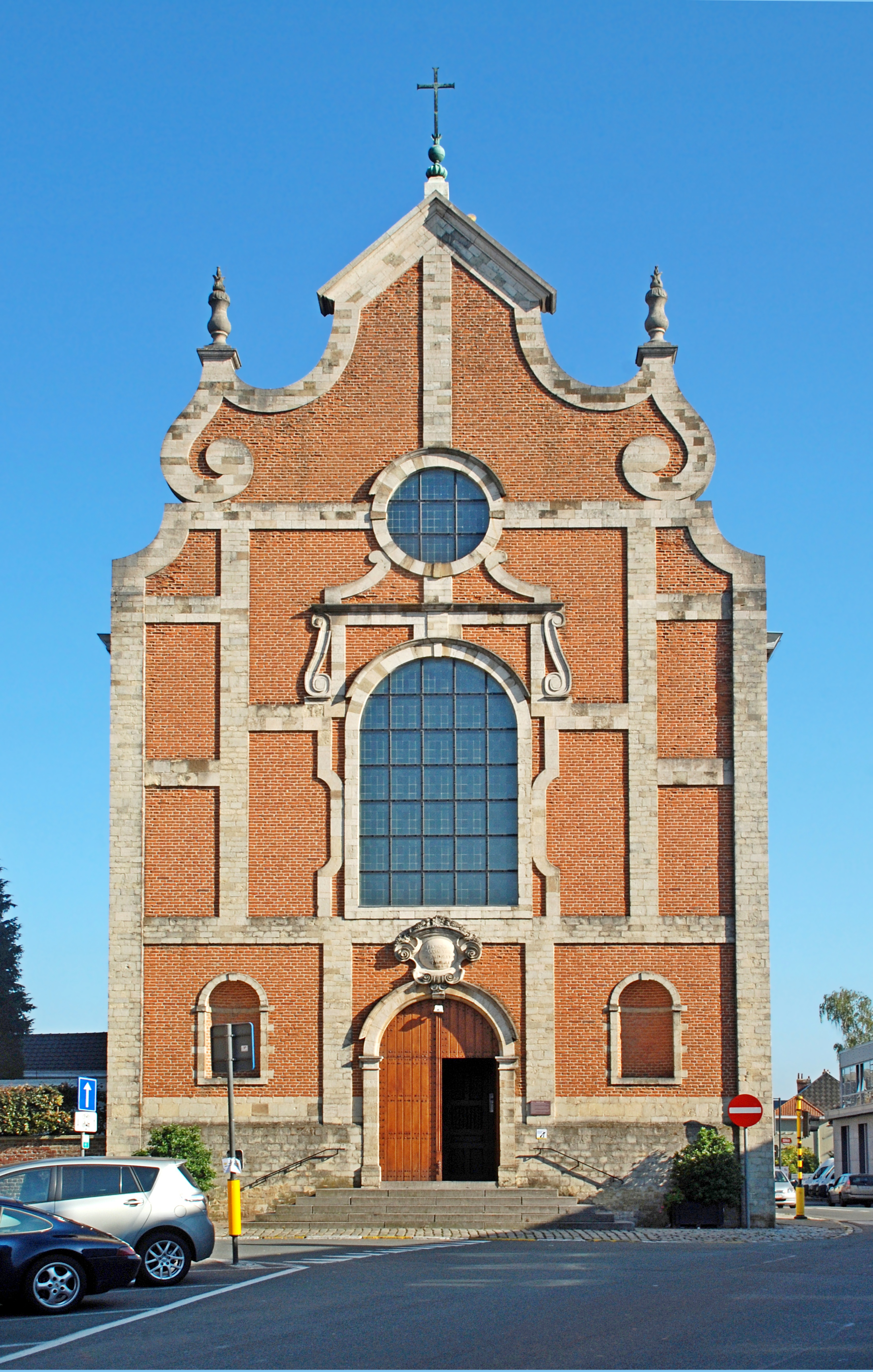
Église Notre-Dame-au-Bois.

### En Brabant flamand
- Hôtel de ville de Louvain : restauration de 1828-1841[17]
- Collégiale Saint-Pierre de Louvain : restauration au milieu du XIXe siècle[18]
- Grand béguinage de Louvain : maisons du XVIe au  XVIIIe siècle avec chaînages d'angle, encadrements de porte et fenêtres à croisée en pierre de Gobertange[19]
- Église Saint-Sulpice-et-Saint-Dionysius de Diest[20]
- Église Notre-Dame-au-Bois : restauration de 1970[21]

### En Brabant wallon

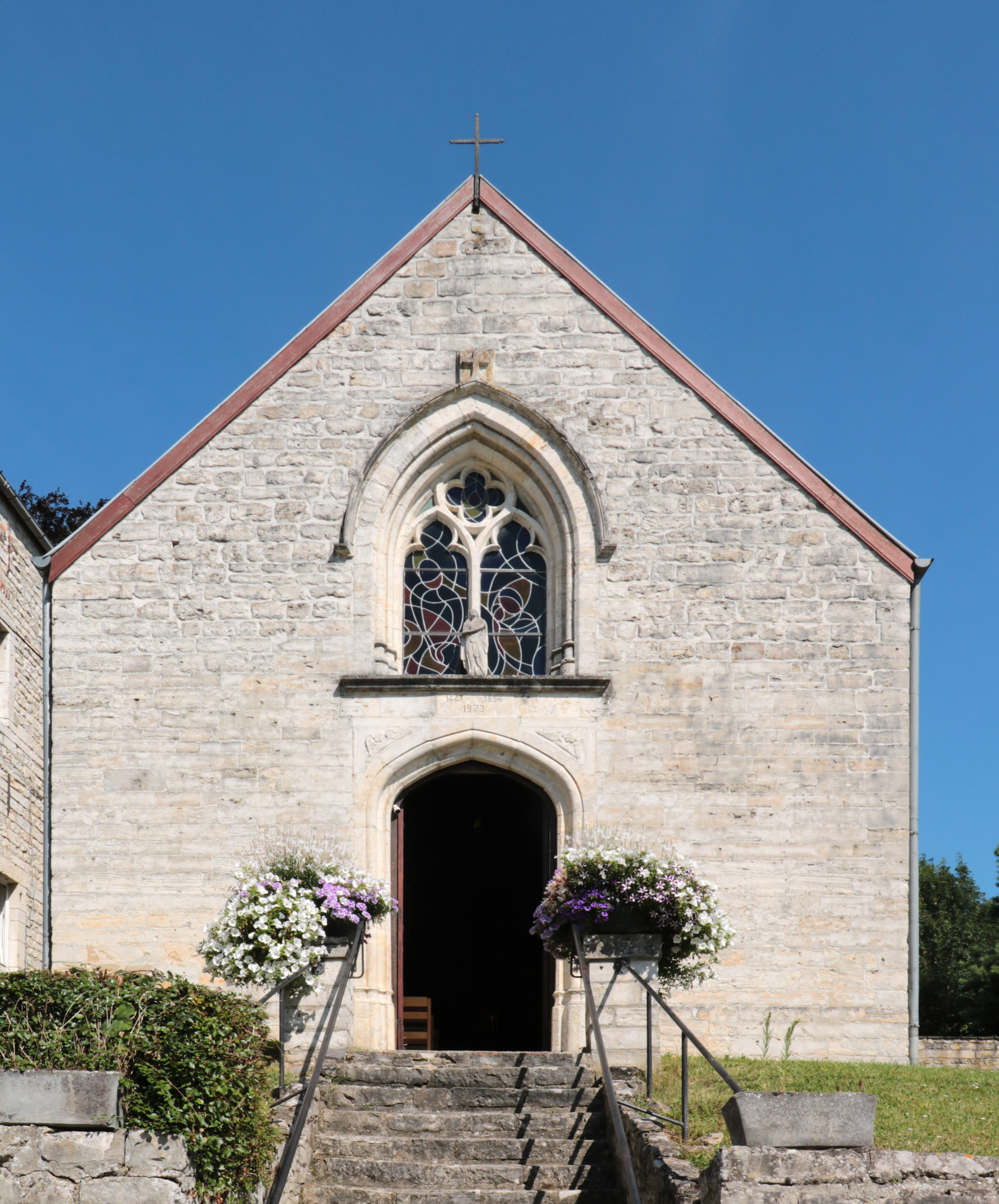
Chapelle Sainte-Marie-Madeleine de Gobertange.

- Église Saint-Jean-Baptiste de Wavre[22]

- retable de l'abbaye de Valduc[22]

- Église Saint-Médard de Jodoigne[23]

- Chapelle Notre-Dame-du-Marché à Jodoigne[24]

- Ancien hôtel de ville de Jodoigne[25],[26]

- Château Pastur à Jodoigne : aile classique en pierre de Gobertange datée de 1730[27]

- Château de la Vicomté à Jodoigne[28]

- Château Ghobert, à Jodoigne (1792)[29]

- Château de Piétrebais-en-Grez à Grez-Doiceau[30]

- Église Notre-Dame-de-la-Visitation de Mélin : restauration en 1839[31],[32],[33]

- Église Saint-Remy de Saint-Remy-Geest[2],[34],[35],[36]

- Église Saint-Martin de Tourinnes-la-Grosse[37]

- Chapelle Sainte-Marie-Madeleine de Gobertange[38]

- Ferme de la Hesserée : donjon-porche du XVe siècle en pierre de Gobertange[39],[40],[41]

- Ferme d'Awans à Sart-Mélin[42],[43]

- Ferme Fortemps à Mélin[44],[45],[46],[47]

- Ferme de Wahenges à Beauvechain[48]

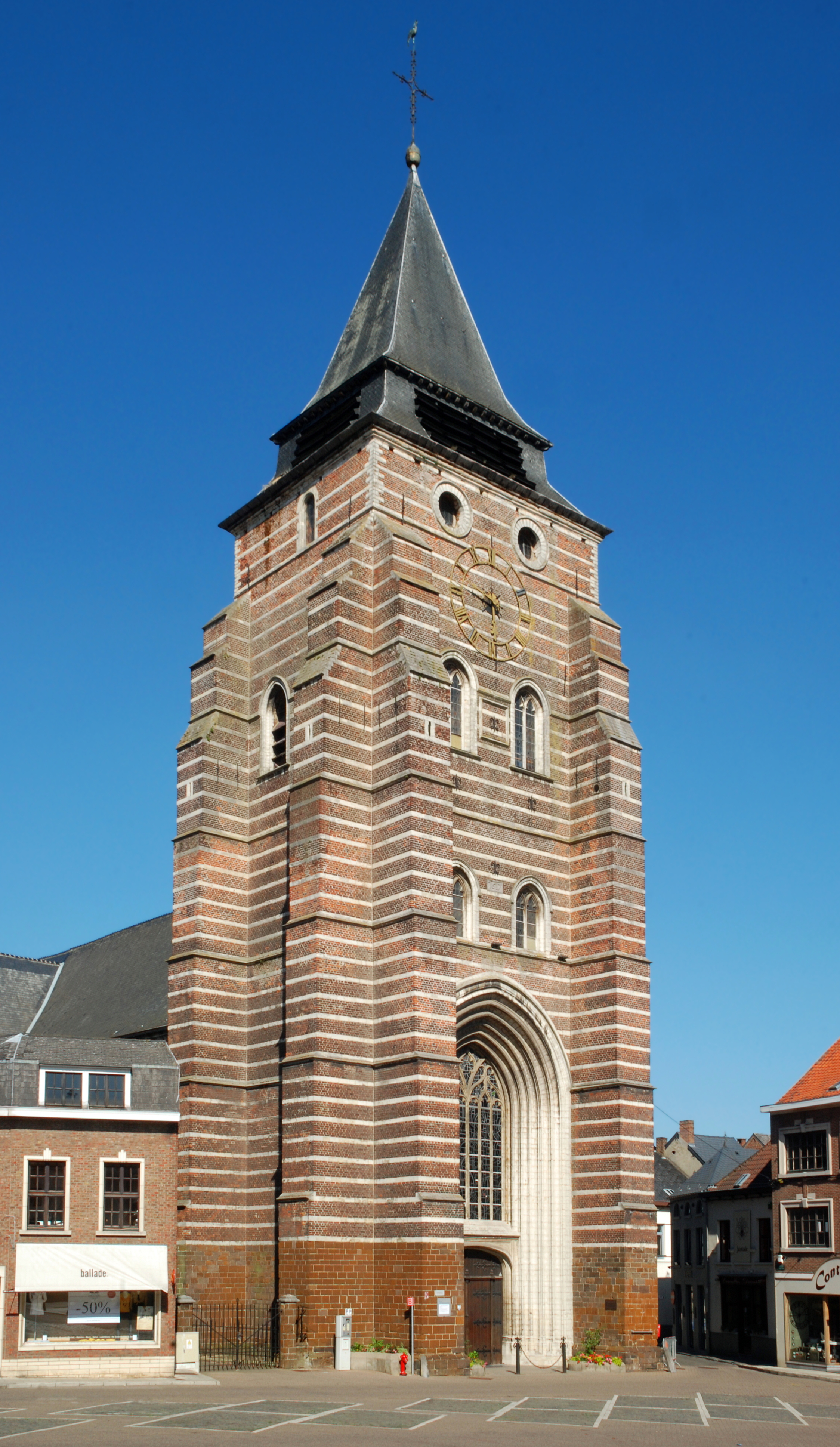
Église Saint-Jean-Baptiste de Wavre.
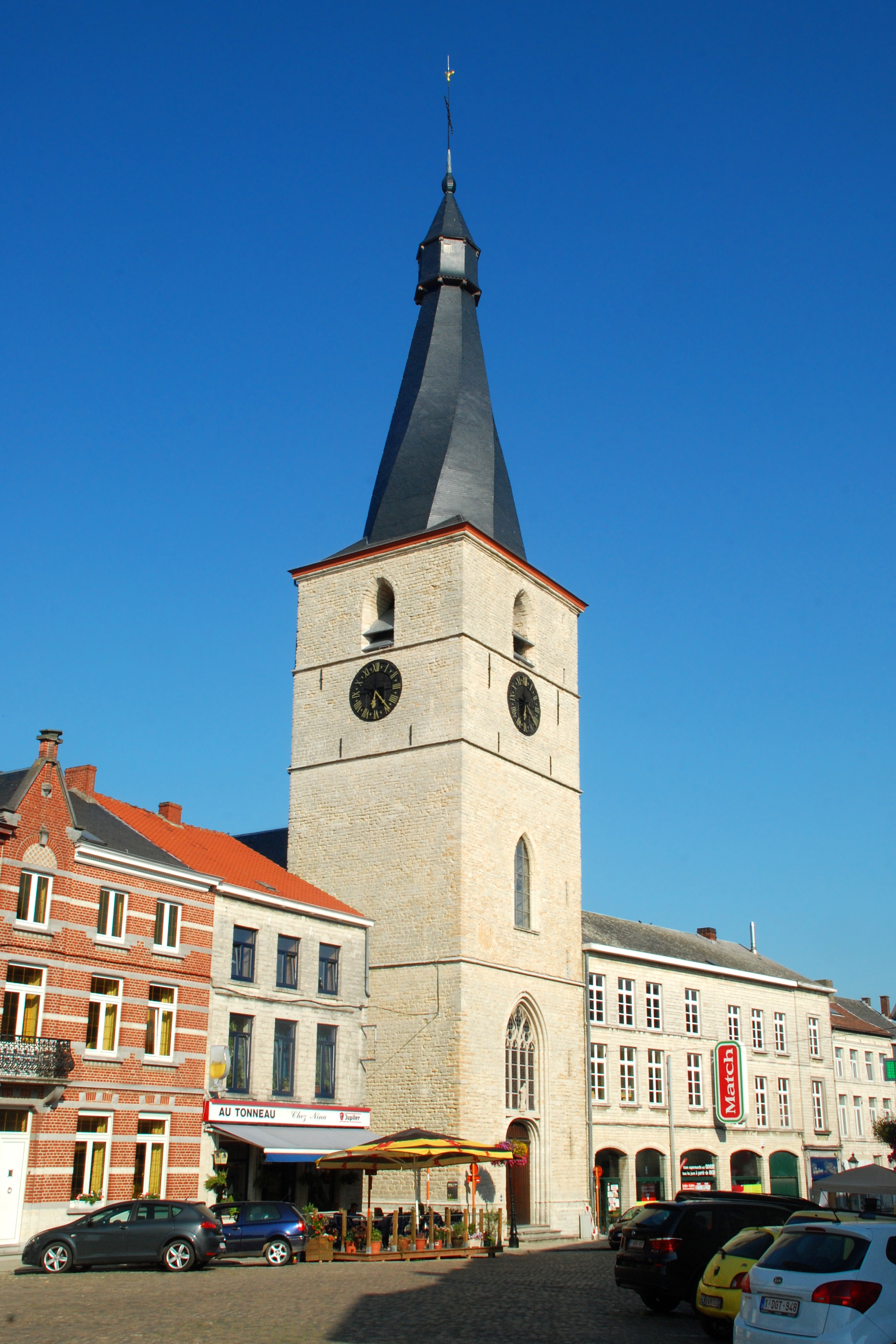
Chapelle Notre-Dame-du-Marché à Jodoigne.
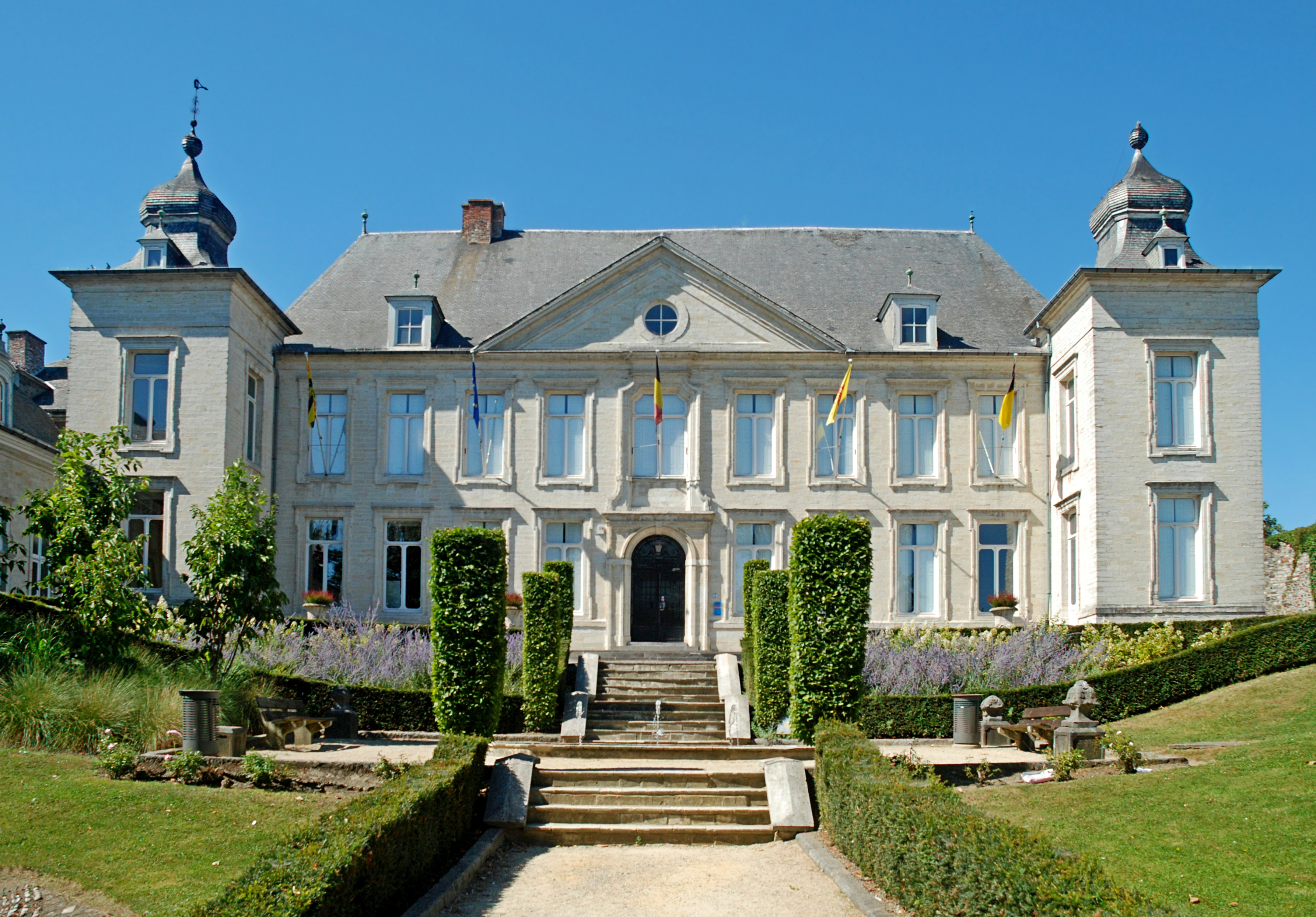
Château Pastur.
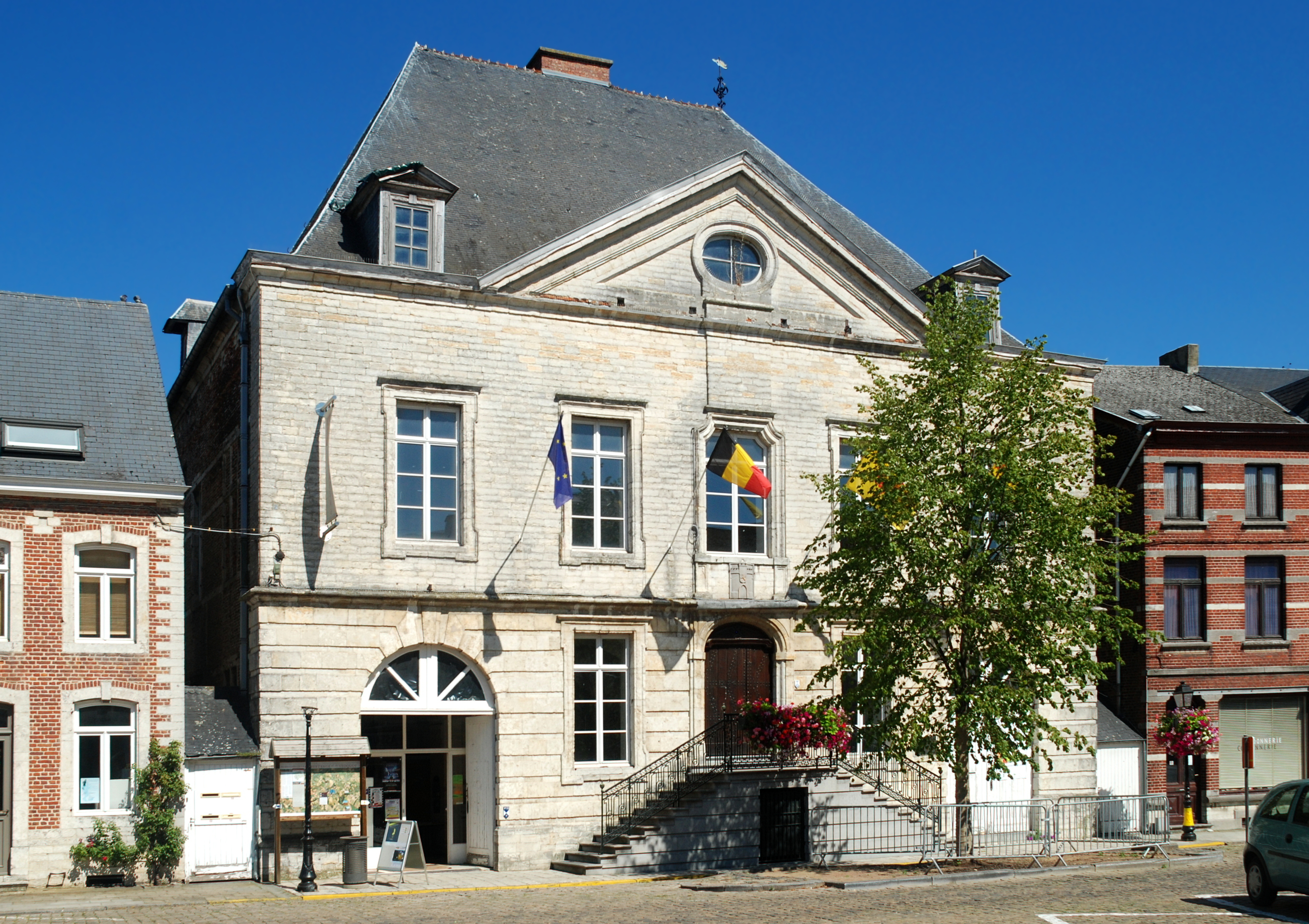
Ancien hôtel de ville de Jodoigne.
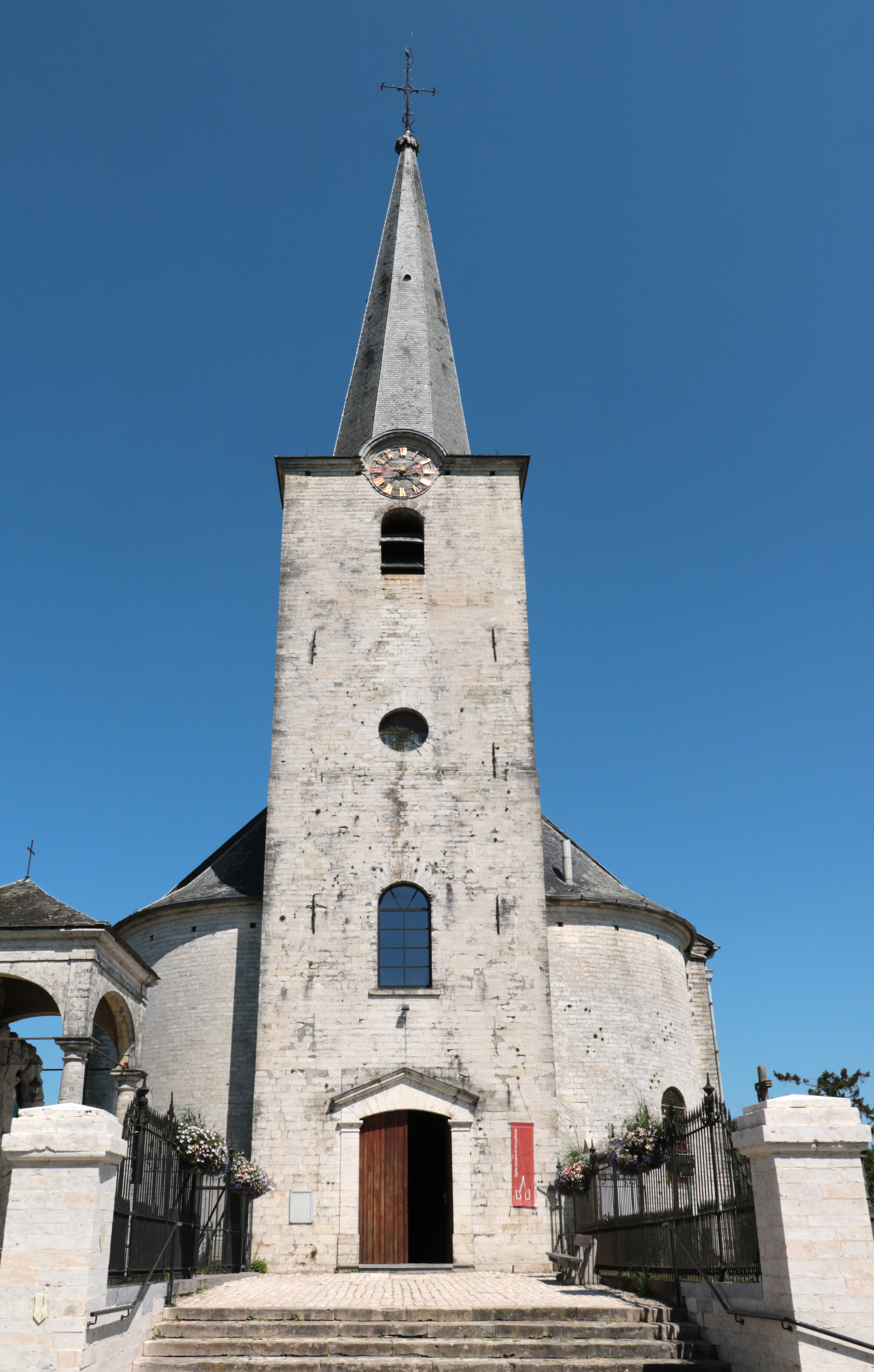
Église Notre-Dame-de-la-Visitation de Mélin.
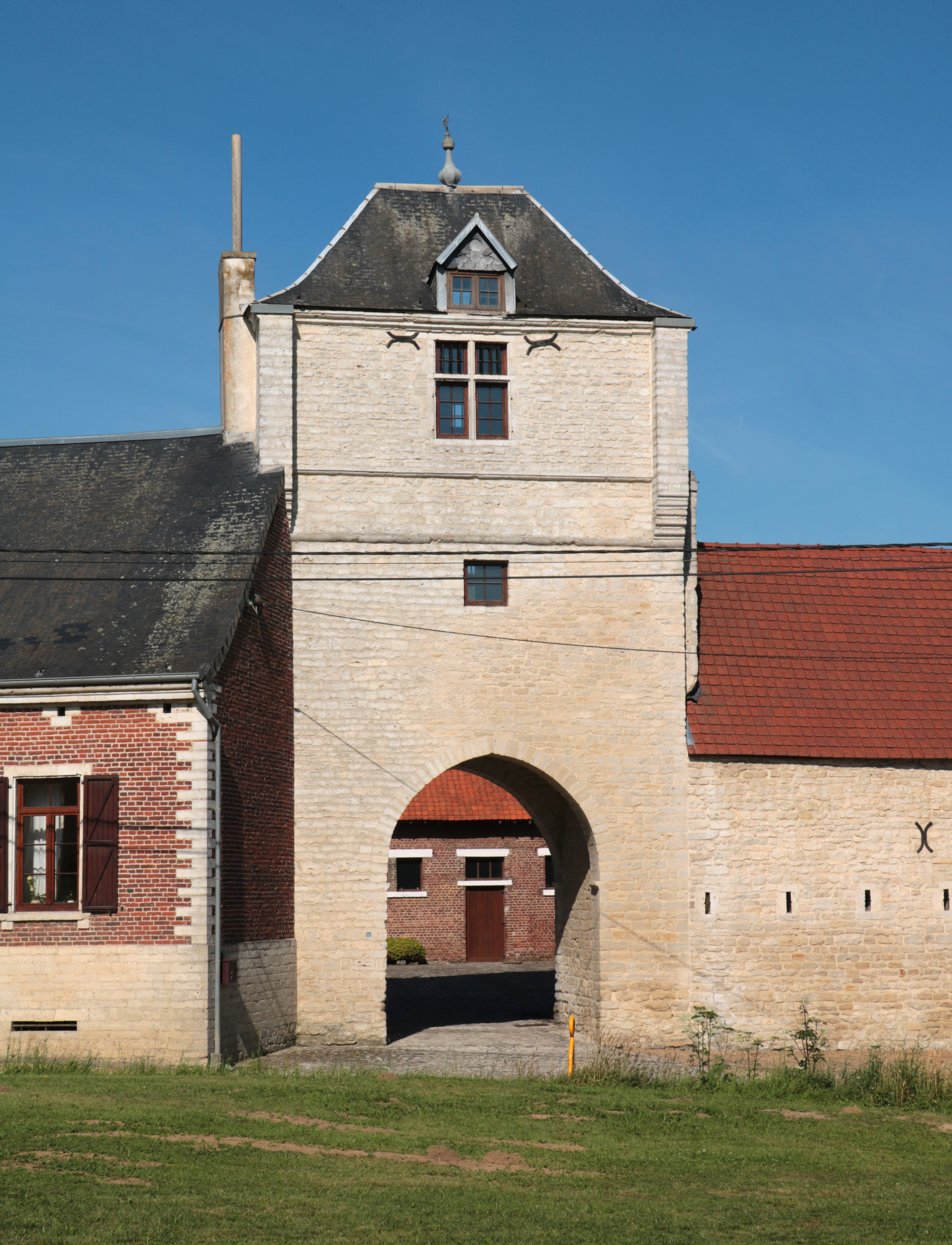
Ferme de la Hesserée.